# 伊澄ちひろ
伊澄 ちひろ（いすみ ちひろ、2月27日 - ）は、日本の女性声優。千葉県出身。アトミックモンキー所属。旧芸名は稲本 千尋（いなもと ちひろ）。

## 略歴
小さい頃から『セーラームーンシリーズ』好きで、変身衣装も持っていたこと、小学生の時、『メジャー』を見て、職業としての声優を知ったことがきっかけで声優を目指した。
アミューズメントメディア総合学院声優タレント学科出身。
アトミックモンキー声優・演技研究所、第11期卒業生。2018年4月1日、アトミックモンキー所属。
2023年9月28日、AKIBAカルチャーズ劇場がプロデュースする「声優アイドル」総合プロジェクトの「ツボミシンフォニー」およびツボミシンフォニー内のユニット「MarryTwilight」に所属。

## 人物
趣味・特技は声楽。

## 出演

### テレビアニメ
- はるかなレシーブ（2018年、観客3）
- どるふろ（2019年 - 2020年、小さな妖精C、広告ナレーター1、女性保安検査員 ほか） - 2シリーズ[一覧 1]
- ワンルーム、日当たり普通、天使つき。（2024年、母親）
- 君のことが大大大大大好きな100人の彼女（2025年、賀巣トニ子）

### ゲーム
- ドールズフロントライン（2019年 - 2024年、K5[11]、XM3[12]）
- ファイナルギア -重装戦姫-（2020年、ヴィオラ、アウロラ）[2]
- Paradigm Paradox（2021年）
- ニューラルクラウド（2024年、ルナ[13]）

### ドラマCD
- 恋ひ死なば鳥（2022年、小熊優子[14]）

### 映画
- 桜ノ雨（2016年）[8]

### その他コンテンツ
- KAMIJO/Sang Project ACT Ⅳ Halloween Tour 「Vampire Rock Star」（2018年、少女[15]）
- 浅沼晋太郎・鷲崎健の「思春期が終わりません」 番組テーマソングCD「思春期は終わらない！」（2017年、CDジャケットモデル[16]）
- AT-X うちの夏フェス＋2018 フレッシュ夏フェス隊（2018年[6]）

### シリーズ一覧
1. ↑  第1作『癒し篇』（2019年）、第2作『狂乱篇』（2020年）